# مدرسة لوزان الاتحادية للعلوم التطبيقية
مدرسة لوزان الاتحادية للفنون التطبيقية هو معهد بحوث وجامعة في لوزان، سويسرا، والذي يتخصص في العلوم الطبيعية والهندسة. وهو إحدي مجالات المعاهد الاتحادية السويسرية للتكنولوجيا (ETH Domain)، وفي المجمل لديه ثلاثة مهمات أساسية: نقل التعليم والبحوث والتكنولوجيا على أعلى مستوى لكل العالم.
مدرسة لوزان الاتحادية للفنون التطبيقية تعتبر على نطاق واسع أنها الجامعة الرائدة في العالم. تصنيف الجامعات العالمي QS يضع الجامعة في المركز الثاني عشر على العالم في كل المجالات في تقييم عام 2017/2018، في حين أنتصنيف تايمز للتعليم العالي للجامعات العالمية (Times Higher Education World University Rankings) تُصنف الجامعة في المركز الحادي عشر على العالم في قسمي التكنولوجيا والهندسة.

## التاريخ
جذور مدرسة لوزان الاتحادية للفنون التطبيقية يمكن تتبعها إلى تأسيس مدرسة خاصة تحت اسم مدرسة لوزان الخاصة في 1853 بمبادرة من لويس ريفيه، المتخرجة من المدرسة المركزية بباريس ومعها جون جاي، والذي أصبح بروفيسور ومدير مدرسة لوزان الخاصة فيما بعد. في البداية كان لديها 11 طالبا والمكاتب كانت تقع في "Rue du Valentin" وهو شارع في لوزان. في  1869،

## روابط خارجية
- الموقع الرسمي